# رويال إكسل موسكرون
رويال إكسل موسكرون (بالفرنسية: Royal Excel Mouscron)‏ (بالهولندية: Royal Excel Moeskroen) أو كما يُعرف اختصارًا باسم موسكرون (بالفرنسية: Mouscron)‏ (بالهولندية: Moeskroen)، هو نادي كرة قدم بلجيكي محترف يلعب في الدوري الممتاز. تأسس رويال إكسل موسكرون بتاريخ 27 أبريل 2010، وذلك بعد دمج نادي موسكرون ونادي بيروفيلز نتيجة لإفلاسهما، ويقع مقره في بلدية موسكرون. يلعب الفرق مبارياته حاليًا على ملعب لو كانونييه.
يقع نادي رويال اكسل موسكرون في مدينة موسكرون. ظهر الفريق باسم رويال موسكرون بيروفيلز في ربيع عام 2010، واعتمد اسمه الحالي في صيف 2016.

## التاريخ
بعد تصفية وتفكك نادي نادي موسكرون، الذي تم حذف رقم تسجيله من قبل الاتحاد الملكي البلجيكي لكرة القدم ، بدأت مدينة موسكرون مفاوضات مع قادة نادي بيروفيلز حول اندماج محتمل. توصلوا إلى اتفاق بعد أسابيع من التردد وعدم اليقين. وقعت الاتفاقية، وإعلان عنها رسمياً في 11 مارس 2010. سوت الديون البالغة حوالي 100000 يورو في اسم نادي بيروفيلز. وافقت المدينة على الحفاظ على مركز التدريب المعروف باسم "Futurosport". استحوذ النادي المدمج حديثًا، نادي رويال موسكرون بيروفيلز على تاريخ نادي بيروفيلز، وحصل على رقم الرياضي 216. وحافظ على اللونين الأحمر والأزرق كألوان رئيسية. وشارك في موسمه الأول في دوري القسم الرابع البلجيكي، صعدوا بعد موسم قوي إلى دوري الدرجة الثالثة البلجيكية لموسم 2011-12.وصل النادي إلى الجولة 6 من كأس بلجيكا 2011-12 قبل أن يخسروا أمام نادي بيرسخوت إيه سي البلجيكي بركلات الترجيح 4-3. احتلوا المركز الأول في دوري الدرجة الثالثة، وبالتالي صعدوا إلى دوري الدرجة الثانية البلجيكية. احتل موسكرون بيرويلز المركز الثاني في الموسم التالي، وتأهل لتصفيات الصعود، لكنه خسر. احتل موسكرون بيرويلز في تصفيات 2014 المركز الرابع وتأهل مرة أخرى، هذه المرة فازوا في المباريات الفاصلة، وصعدوا إلى الدوري البلجيكي الممتاز أعلى دوري كرة قدم في نظام كرة القدم البلجيكية لأول مرة في تاريخهم، وأعادوا دوري الدرجة الأولى لكرة القدم إلى موسكرون بعد غياب دام 5 سنوات. تغيير اسم النادي إلى رويال إكسل موسكرون في عام 2016.

## الفريق

### التشكيلة الحالية
آخر تحديث للتشكيلة كان بتاريخ 31 ديسمبر 2020:
| الرقم | الجنسية      | المركز | الاسم               |
| ----- | ------------ | ------ | ------------------- |
| 2     | ساحل العاج   | مدافع  | كواديو إيف دابيلا   |
| 4     | السنغال      | مدافع  | الحاج غوي           |
| 5     | المغرب       | مدافع  | سعد أجوزول          |
| 6     | الجبل الأسود | وسط    | ديني كوهو           |
| 7     | الكاميرون    | وسط    | فابريس أولينغا      |
| 8     | الكاميرون    | وسط    | جين أونانا          |
| 9     | مولدوفا      | مهاجم  | فيرجيليو بوستولاتشي |
| 10    | الجبل الأسود | وسط    | ماركو باكيتش        |
| 11    | فرنسا        | وسط    | ديميتري محمد        |
| 13    | بلجيكا       | مدافع  | أليساندرو سيراني    |
| 14    | فرنسا        | مهاجم  | عماد فرج            |
| 15    | أنغولا       | وسط    | كابيتا              |
| 16    | بوركينا فاسو | حارس   | كواكو هيرفي كوفي    |

| الرقم | الجنسية      | المركز | الاسم                |
| ----- | ------------ | ------ | -------------------- |
| 18    | بلجيكا       | مدافع  | روب كيرينين          |
| 20    | الرأس الأخضر | مهاجم  | نونو دا كوستا        |
| 21    | بلجيكا       | حارس   | نيك غيليكنز          |
| 22    | فرنسا        | مدافع  | إريك بوكات           |
| 23    | البرتغال     | وسط    | تشاداس ألميدا        |
| 25    | كندا         | مهاجم  | تشارلز-أندرياس برايم |
| 26    | الأرجنتين    | مدافع  | ماتياس سيلفيستري     |
| 28    | بلجيكا       | وسط    | إينيس هيلث           |
| 29    | بلجيكا       | مهاجم  | بيني باديبانجا       |
| 30    | بلجيكا       | وسط    | بنيامين فان دورمن    |
| 31    | فرنسا        | مهاجم  | هارليم جونهيريه      |
| 39    | فرنسا        | وسط    | دارلي نلاندو         |
| 70    | الكاميرون    | مهاجم  | سيرج تابيكو          |

### لاعبون آخرون
| الرقم | الجنسية | المركز | الاسم            |
| ----- | ------- | ------ | ---------------- |
| 17    | بلجيكا  | مهاجم  | باباكار ديون     |
| 19    | فرنسا   | مهاجم  | ماتيو فرومان     |
| 27    | بلجيكا  | مهاجم  | ألكسندر إيبوليتو |
| 45    | ألبانيا | وسط    | أغيم زيكا        |
| 88    | إيطاليا | حارس   | ليلو غوارنيري    |
| 90    | صربيا   | حارس   | فاسو فاسيتش      |

## الجهاز الفني
آخر تحديث كان بتاريخ 31 ديسمبر 2020 : 
| الوظيفة              | الجنسية  | الاسم            |
| -------------------- | -------- | ---------------- |
| المدير الفني         | البرتغال | خورخي سيماو      |
| المدرب المساعد       | البرتغال | لياندرو مورايس   |
| المدرب المساعد       | البرتغال | غيل أندراد       |
| مدرب حرَّاس المرمى     | بلجيكا   | إريك ديليو       |
| مدرب الأكاديمية      | بلجيكا   | فيليب سان جين    |
| مدرب اللياقة البدنية | بلجيكا   | أوليفييه كروس    |
| مدرب اللياقة البدنية | بلجيكا   | باستيان ليتيلييه |

## المواسم
| الترتيب | الموسم  | اسم النادي             | المستوي             | الترتيب النهائي | ملاحظات                                                      |
| ------- | ------- | ---------------------- | ------------------- | --------------- | ------------------------------------------------------------ |
| 1       | 1935-36 | بيروفيلز               | دوري القسم الثالث   | 14/14           | هبط                                                          |
|         |         |                        |                     |                 |                                                              |
| 2       | 2004-05 | بيروفيلز               | دوري القسم الرابع   | 7/16            |                                                              |
| 3       | 2005-06 | بيروفيلز               | دوري القسم الرابع   | 5/16            | صعد خلال النهائيات.                                          |
| 4       | 2006-07 | بيروفيلز               | دوري القسم الثالث   | 4/16            |                                                              |
| 5       | 2007-08 | بيروفيلز               | دوري القسم الثالث   | 2/16            |                                                              |
| 6       | 2008-09 | بيروفيلز               | دوري القسم الثالث   | 14/16           |                                                              |
| 7       | 2009-10 | بيروفيلز               | دوري القسم الثالث   | 18/18           | هبط                                                          |
| 8       | 2010-11 | رويال موسكرون بيروفيلز | دوري القسم الرابع   | 2/16            | صعد خلال النهائيات.                                          |
| 9       | 2011-12 | رويال موسكرون بيروفيلز | دوري القسم الثالث   | 1/18 (الأول)    | البطل                                                        |
| 10      | 2012-13 | رويال موسكرون بيروفيلز | دوري الدرجة الثانية | 2/18            | النهائيات                                                    |
| 11      | 2013-14 | رويال موسكرون بيروفيلز | دوري الدرجة الثانية | 4/18            | صعد خلال النهائيات.                                          |
| 12      | 2014-15 | رويال موسكرون بيروفيلز | الدوري البلجيكي     | 16/16           | النهائيات 2: احتل النادي المركز الثاني في مجموعته.           |
| 13      | 2015-16 | رويال موسكرون بيروفيلز | الدوري البلجيكي     | 14/16           | النهائيات 2: احتل النادي المركز الثالث في مجموعته.           |
| 14      | 2016-17 | رويال إكسل موسكرون     | الدوري البلجيكي     | 15/16           | النهائيات 2: احتل النادي المركز الخامس في مجموعته.           |
| 15      | 2017-18 | رويال إكسل موسكرون     | الدوري البلجيكي     | 14/16           | النهائيات 2: احتل النادي المركز الثالث في مجموعته.           |
| 16      | 2018-19 | رويال إكسل موسكرون     | الدوري البلجيكي     | 10/16           | النهائيات 2: احتل النادي المركز الخامس في مجموعته.           |
| 17      | 2019-20 | رويال إكسل موسكرون     | الدوري البلجيكي     | 10/16           | ينتهي الموسم في الجولة التاسعة والعشرين بسبب جائحة Covid-19. |
| 18      | 2020-21 | رويال إكسل موسكرون     | الدوري البلجيكي     | ... /18         |                                                              |

## رؤساء النادي
كان يدير النادي ثلاثة رؤساء مختلفين خلال تاريخه.
| # | الاسم            | المدة     |
| - | ---------------- | --------- |
| 1 | كلود فيرميرش     | 2010-2012 |
| 2 | إدوارد فان دايلي | 2012-2016 |

| # | الاسم         | المدة |
| - | ------------- | ----- |
| 3 | باتريك ديليرك | 2016- |

## المدربين
تولى 8 مدربين تدريب نادي رويال إكسل موسكرون من موسم 2010-2011 إلى موسم 2017-2018.
| # | الاسم           | المدة             |
| - | --------------- | ----------------- |
| 1 | فيليب سان جان   | 2010-2012         |
| 2 | أرنو دوس سانتوس | 2012-2013         |
| 3 | رشيد شهاب       | 2013-2014         |
| 4 | فرناندو دا كروز | 2014-2015         |
| 5 | سيدومير جانفسكي | 2015-2016         |
| 6 | غلين دي بوك     | 2016- ديسمبر 2016 |

| #  | الاسم           | المدة                     |
| -- | --------------- | ------------------------- |
| 7  | ميركيا ريدنيك   | ديسمبر 2016 - فبراير 2018 |
| 8  | فرانك ديفيس     | فبراير 2018 - أغسطس 2018  |
| 9  | برند شتورك      | أغسطس 2018 - مايو 2019    |
| 10 | بيرند هولرباخ   | مايو 2019 - 2020          |
| 11 | فرناندو دا كروز | 2020 - أكتوبر 2020        |
| 12 | خورخي سيماو     | أكتوبر 2020 -             |

## روابط خارجية
- الموقع الرسمي لرويال إكسل موسكرون (باللغة الفرنسية)
- رويال إكسل موسكرون على موقع سوكر واي
- رويال إكسل موسكرون على موقع كووورة